# Episodi di Jake 2.0
La prima e unica stagione della serie televisiva Jake 2.0, composta da 16 episodi, è stata trasmessa negli Stati Uniti su UPN dal 10 settembre 2003 al 14 gennaio 2004.
In Italia è andata in onda su Rai 2 dal 25 giugno 2005 all'8 ottobre 2005.
| nº | Titolo originale                 | Titolo italiano                       | Prima TV USA      | Prima TV          |
| -- | -------------------------------- | ------------------------------------- | ----------------- | ----------------- |
| 1  | The Tech                         | Tecnologia                            | 10 settembre 2003 | 25 giugno 2005    |
| 2  | Training Day                     | Giorni di formazione                  | 17 settembre 2003 | 2 luglio 2005     |
| 3  | Cater Waiter                     | Soddisfare il cameriere               | 24 settembre 2003 | 9 luglio 2005     |
| 4  | Arms and the Girl                | Braccia e ragazze                     | 1º ottobre 2003   | 16 luglio 2005    |
| 5  | The Good, The Bad, and The Geeky | Il buono, il cattivo e il Geek        | 8 ottobre 2003    | 23 luglio 2005    |
| 6  | Last Man Standing                | L'ultimo uomo                         | 15 ottobre 2003   | 30 luglio 2005    |
| 7  | Jerry 2.0                        | Jerry 2.0                             | 29 ottobre 2003   | 6 agosto 2005     |
| 8  | Middleman                        | Il mediatore                          | 5 novembre 2003   | 13 agosto 2005    |
| 9  | Whiskey - Tango - Foxtrot        | Whiskey e Tango                       | 12 novembre 2003  | 20 agosto 2005    |
| 10 | The Spy Who Really Liked Me      | La spia che mi è veramente piaciuta   | 19 novembre 2003  | 27 agosto 2005    |
| 11 | Prince and the Revolution        | La rivoluzione del principe           | 10 dicembre 2003  | 3 settembre 2005  |
| 12 | Double Agent                     | Agenzia matrimoniale                  | 17 dicembre 2003  | 10 settembre 2005 |
| 13 | Blackout                         | Senza luce                            | 24 dicembre 2003  | 17 settembre 2005 |
| 14 | Get Foley                        | Effetti sonori                        | 31 dicembre 2003  | 24 settembre 2005 |
| 15 | Dead Man Talking                 | Stavamo parlando ed un uomo è morto.. | 7 gennaio 2004    | 1º ottobre 2005   |
| 16 | Upgrade                          | Aggiornamenti                         | 14 gennaio 2004   | 8 ottobre 2005    |

## Tecnologia
- Titolo originale: The Tech
- Diretto da: Robert Lieberman
- Scritto da: Silvio Horta

## Giorni di formazione
- Titolo originale: Training Day
- Diretto da: David Greenwalt
- Scritto da: David Greenwalt e Grant Scharbo